# شاردون لاغاش (مترو باريس)
شاردون لاغاش (بالفرنسية: Chardon-Lagache)‏ هي محطة مترو تابعة لمترو باريس تقع في فرنسا في الدائرة السادسة عشرة في باريس.

## مقالات ذات صلة
- مترو باريس
- قائمة محطات مترو باريس